# Enrique Julio de Brunswick-Luneburgo
Enrique Julio (en alemán: Heinrich Julius; 15 de octubre de 1564 - 30 de julio de 1613), un miembro de la Casa de Welf, fue un duque de Brunswick-Luneburgo y príncipe gobernante de Brunswick-Wolfenbüttel desde 1589 hasta su muerte. También sirvió como administrador del obispado principesco de Halberstadt desde 1566 y del obispado principesco de Minden entre 1582 y 1585.

## Biografía
Enrique Julio nació en Hessen am Fallstein como el hijo mayor del duque Julio de Brunswick-Luneburgo (1528-1589) y de su esposa Eduviges de Brandeburgo (1540-1602), en el tiempo cuando el principado de Brunswick-Wolfenbüttel estaba todavía bajo el gobierno de su abuelo el duque Enrique V. Ya en 1566, a la edad de dos años, fue elegido administrador luterano del obispado de Halberstadt por el capítulo catedralicio; sin embargo, una condición para su elección fue un acuerdo según el cual el capítulo de la catedral gobernaría el obispado principesco bajo su propia autoridad hasta que Enrique Julio alcanzara la edad de 14 años.
Su padre implementó la Reforma Protestante en los territorios de Wolfenbüttel a partir de su ascensión en 1568. En 1576 eligió a Enrique Julio como primer rector de la recién fundada Universidad protestante de Helmstedt. Aunque solo tenía doce años, Enrique Julio participó en debates teológicos dentro de la facultad que eran mantenidos en latín. Después de finalizar sus estudios de leyes, fue empleado por su padre como juez de la corte. Cuando alcanzó la mayoría de edad, fue calificado como uno de los príncipes más educados de su tiempo.
Enrique Julio realmente asumió la administración del obispado principesco de Halbertstadt en 1578, y estuvo activo temporalmente como gobernante espiritual. Mejoró la educación general en las tierras del episcopado, y completó la implementación de la Reforma protestante iniciada por su padre, aunque permitió a los titulares de cargos católicos mantener sus privilegios —excepto la prohibición estricta de que los sacerdotes tuvieran amantes—. En vista de sus moderadas políticas, se le ofreció también la posición de administrador del obispado principesco de Minden y fue elegido por el capítulo de la catedral en 1583. Sin embargo, las expectativas se vieron frustradas cuando Enrique Julio ordenó que todos los sermones debían de ser rezados de acuerdo a la Confesión de Augsburgo. Cuando renunció al puesto tres años más tarde, para casarse con la princesa Wettin Dorotea de Sajonia, dejó una diócesis virtualmente luterana.

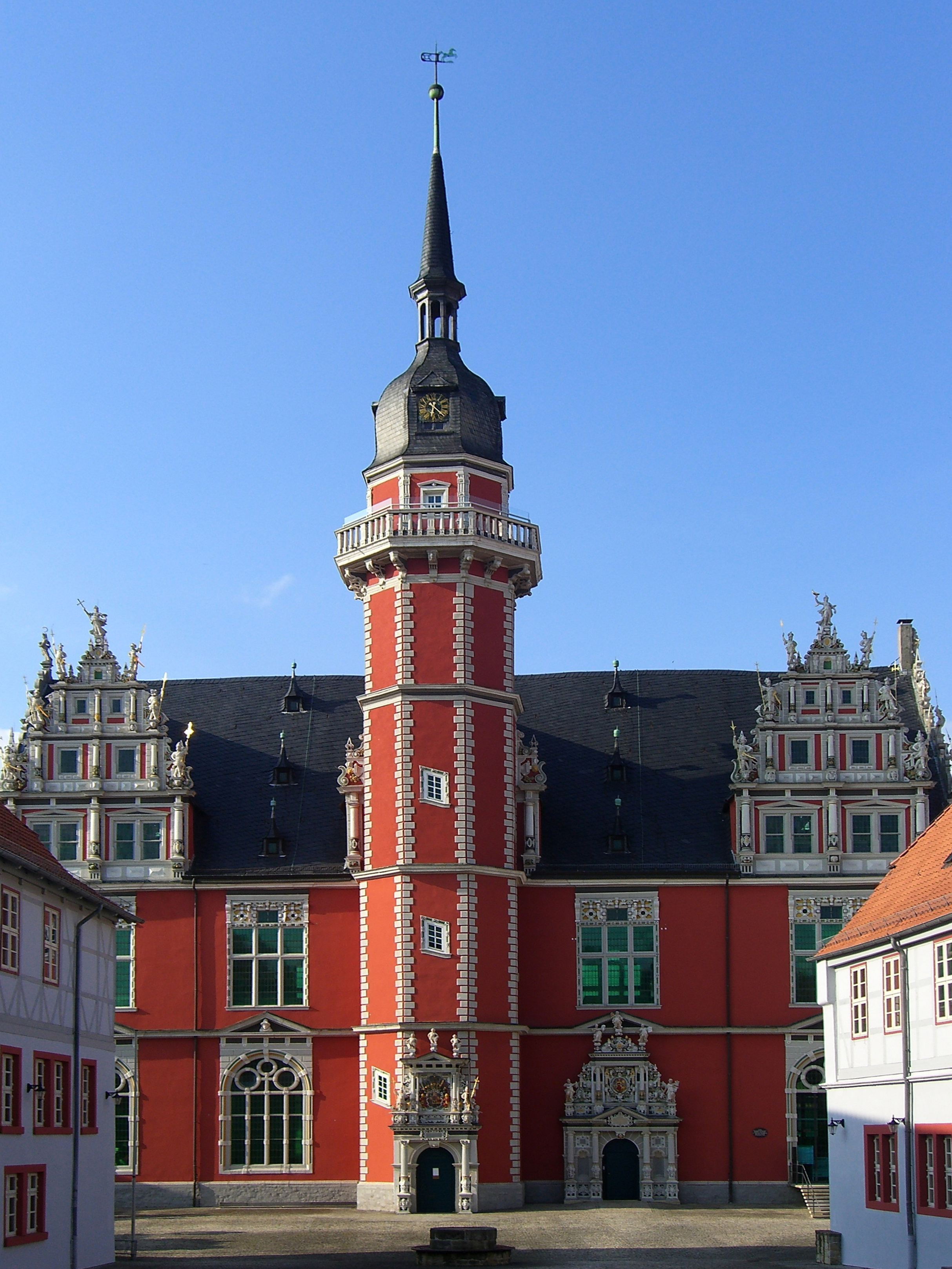
Juleum Novum, Helmstedt.

En 1589, cuando Enrique Julio sucedió a su padre como gobernante de Brunswick-Wolfenbüttel, remplazó sajones por Derecho Romano, y en lugar de nobles locales, abogados con títulos académicos como jueces. También estaba versado en arquitectura y empezó a construir su residencia en Wolfenbüttel con un lujoso estilo renacentista del Weser, incluyendo la construcción de la iglesia protestante principal Beatae Mariae Virginis que empezó en 1608. También amplió los cuarteles, murallas y fortificaciones en torno a la ciudad. Invitó a Hans Vredeman de Vries a desarrollar murallas e hizo construir un canal a través de un pantano entre Hornburg y Oschersleben. Uno de los más importantes edificios erigidos bajo su gobierno fue el Juleum Novum, el salón de conferencias principal de la Universidad de Helmstedt. No obstante, perdió el control de las finanzas del estado y amasó una gran suma de deuda pública. Cuando los derechos de los nobles fueron reducidos, los nobles locales demandaron a Enrique Julio en el Reichskammergericht (Corte Imperial) en Speyer. Se alcanzó un compromiso en 1601.
Aunque era un príncipe protestante, Enrique Julio se convirtió en un consejero cercano del emperador Habsburgo Rodolfo II. A partir de 1600 estuvo en la corte del emperador en el castillo de Praga varias veces. Se ganó la confianza de Rodolfo, y fue nombrado Geheimrat y su "jefe director" en 1607. Esta posición le dio mucha influencia en asuntos imperiales. También logró resolver el conflicto entre Rodolfo y su hermano Matías y asistió en resolver temporalmente las diferencias entre estados católicos y protestantes en el Reino de Bohemia.
Un serio conflicto ocurrió entre Enrique Julio y los ciudadanos de Brunswick, cuando estos rechazaron reconocer su señorío. Enrique Julio no estaba dispuesto a confirmar los privilegios tradicionales de la ciudad y desplegó tropas mercenarias (Landsknecht), llevando a una guerra civil en 1605. Los intentos del rey Cristián IV de Dinamarca de mediar fracasaron y en 1606, el emperador Rodolfo II proscribió la ciudad. En 1607, Enrique Julio fue de nuevo a la corte del emperador, con el propósito de negociar los detalles de la proscripción. En compensación, el emperador le dio todo el apoyo para tratar con los insurgentes de Brunswick. No obstante, todos los ataques a la ciudad fracasaron.
Bajo el gobierno de Enrique Julio, la persecución a los judíos y las brujas alcanzó un pico histórico. Por otro lado, el duque era un seguidor dedicado del teatro y la actuación. En los años 1593 y 1594, escribió once obras de teatro e invitó a Robert Browne, Thomas Sackville y su compañía de teatro, quienes interpretaron una versión reducida de su "Susana" durante varios años. Sus otras obras, cinco comedias, cuatro tragedias, no tuvieron mucho éxito; sin embargo, una fue la base para los cuentos del Barón de Münchhausen. El duque Enrique Julio también invitó a John Dowland a venir y ver a Michael Praetorius, su maestro de capilla (Kapellmeister), tocando el famoso órgano de Gröningen.
Cuando el emperador Rodolfo murió en 1612, el duque Enrique Julio retornó a la corte de Praga a consultar con su sucesor, Matías. El 20 de julio de 1613 murió en Praga, posiblemente por abuso de alcohol. Fue enterrado en el Iglesia de María (Marienkirche) en Wolfenbüttel.

## Matrimonio e hijos
Enrique contrajo matrimonio primero con Dorotea de Sajonia (4 de octubre de 1563 - 13 de febrero de 1587), hija del Elector Augusto de Sajonia, el 26 de septiembre de 1585. Tuvieron una hija juntos:
- Dorotea Eduviges de Brunswick-Wolfenbüttel (13 de febrero de 1587 - 16 de octubre de 1609), desposó al Príncipe Rodolfo de Anhalt-Zerbst, murió de parto como su madre antes que ella.

Enrique contrajo matrimonio por segunda vez con Isabel de Dinamarca (25 de agosto de 1573 - 19 de junio de 1626), hija del rey Federico II de Dinamarca el 19 de abril de 1590. Tuvieron diez hijos:
- Federico Ulrico (15 de abril de 1591 - 21 de agosto de 1634)
- Sofía Eduviges (20 de febrero de 1592 - 23 de enero de 1642), desposó al príncipe Ernesto Casimiro de Nassau-Dietz.
- Isabel (23 de junio de 1593 - 25 de marzo de 1650), desposó a Augusto, administrador de la diócesis de Naumburg, y al duque Juan Felipe de Sajonia-Altenburgo.
- Eduviges (19 de febrero de 1595 - 26 de junio de 1650), desposó al duque Ulrico de Pomerania.
- Dorotea (8 de julio de 1596 - 1 de septiembre de 1643), desposó a Cristián Guillermo de Brandeburgo, hijo del Elector Joaquín Federico I de Brandeburgo.
- Enrique Julio (7 de octubre de 1597 - 11 de julio de 1606)
- Cristián (1599-1626)
- Rodolfo (15 de junio de 1602 - 13 de junio de 1616)
- Enrique Carlos (4 de septiembre de 1609 - 11 de junio de 1615)
- Ana Augusta (19 de mayo de 1612 - 17 de febrero de 1673), desposó al Príncipe Jorge Luis de Nassau-Dillenburg.

## Ancestros
| \| \| \| \| \| \| \| \| \| \| \| \| \| \| \| \| \| \| \| \| 8. Duque Enrique IV de Brunswick-Luneburgo \| \| \| \| \| \| \| \| \| \| \| \| \| \| \| \| \| \| \| \| \| \| \| \| \| \| \| \| \| \| \| \| \| \| \| \| \| \| \| \| \| \| \| \| \| \| \| \| \| \| \| \| \| \| 4. Duque Enrique V de Brunswick-Luneburgo \| \| \| \| \| \| \| \| \| \| \| \| \| \| \| \| \| \| \| \| \| \| \| \| \| \| \| \| \| \| \| \| \| \| \| \| \| \| \| \| \| \| \| \| \| \| \| \| \| \| \| \| \| \| 9. Catalina de Pomerania \| \| \| \| \| \| \| \| \| \| \| \| \| \| \| \| \| \| \| \| \| \| \| \| \| \| \| \| \| \| \| \| \| \| \| \| \| \| \| \| \| \| \| \| \| \| \| \| \| \| \| \| \| \| 2. Duque Julio de Brunswick-Luneburgo \| \| \| \| \| \| \| \| \| \| \| \| \| \| \| \| \| \| \| \| \| \| \| \| \| \| \| \| \| \| \| \| \| \| \| \| \| \| \| \| \| \| \| \| \| \| \| \| \| \| \| \| \| \| 10. Conde Enrique de Wurtemberg \| \| \| \| \| \| \| \| \| \| \| \| \| \| \| \| \| \| \| \| \| \| \| \| \| \| \| \| \| \| \| \| \| \| \| \| \| \| \| \| \| \| \| \| \| \| \| \| \| \| \| \| \| \| 5. María de Wurtemberg \| \| \| \| \| \| \| \| \| \| \| \| \| \| \| \| \| \| \| \| \| \| \| \| \| \| \| \| \| \| \| \| \| \| \| \| \| \| \| \| \| \| \| \| \| \| \| \| \| \| \| \| \| \| 11. Eva de Salm \| \| \| \| \| \| \| \| \| \| \| \| \| \| \| \| \| \| \| \| \| \| \| \| \| \| \| \| \| \| \| \| \| \| \| \| \| \| \| \| \| \| \| \| \| \| \| \| \| \| \| \| \| \| 1. Duque Enrique Julio de Brunswick-Luneburgo \| \| \| \| \| \| \| \| \| \| \| \| \| \| \| \| \| \| \| \| \| \| \| \| \| \| \| \| \| \| \| \| \| \| \| \| \| \| \| \| \| \| \| \| \| \| \| \| \| \| \| \| \| \| 12. Elector Joaquín I Néstor de Brandeburgo \| \| \| \| \| \| \| \| \| \| \| \| \| \| \| \| \| \| \| \| \| \| \| \| \| \| \| \| \| \| \| \| \| \| \| \| \| \| \| \| \| \| \| \| \| \| \| \| \| \| \| \| \| \| 6. Elector Joaquín II Héctor de Brandeburgo \| \| \| \| \| \| \| \| \| \| \| \| \| \| \| \| \| \| \| \| \| \| \| \| \| \| \| \| \| \| \| \| \| \| \| \| \| \| \| \| \| \| \| \| \| \| \| \| \| \| \| \| \| \| 13. Isabel de Dinamarca \| \| \| \| \| \| \| \| \| \| \| \| \| \| \| \| \| \| \| \| \| \| \| \| \| \| \| \| \| \| \| \| \| \| \| \| \| \| \| \| \| \| \| \| \| \| \| \| \| \| \| \| \| \| 3. Eduviges de Brandeburgo \| \| \| \| \| \| \| \| \| \| \| \| \| \| \| \| \| \| \| \| \| \| \| \| \| \| \| \| \| \| \| \| \| \| \| \| \| \| \| \| \| \| \| \| \| \| \| \| \| \| \| \| \| \| 14. Segismundo I el Viejo \| \| \| \| \| \| \| \| \| \| \| \| \| \| \| \| \| \| \| \| \| \| \| \| \| \| \| \| \| \| \| \| \| \| \| \| \| \| \| \| \| \| \| \| \| \| \| \| \| \| \| \| \| \| 7. Electora Eduviges Jagellón \| \| \| \| \| \| \| \| \| \| \| \| \| \| \| \| \| \| \| \| \| \| \| \| \| \| \| \| \| \| \| \| \| \| \| \| \| \| \| \| \| \| \| \| \| \| \| \| \| \| \| \| \| \| 15. Bárbara Zápolya \| \| \| \| \| \| \| \| \| \| \| \| \| \| \| \| \| \| \| \| \| \| \| \| \| \| \| \| \| \| \| \| \| \| \| \| \| \| \| \| \| \| \| \| \| \| \| \| \| \| \| \| |                                               |  |  |  |  |  |  |  |  |  |  |  |  |  |  |  |
| |                                               |  |  |  |  |  |  |  |  |  |  |  |  |  |  |  |
| | 8. Duque Enrique IV de Brunswick-Luneburgo    |  |  |  |  |  |  |  |  |  |  |  |  |  |  |  |
| |                                               |  |  |  |  |  |  |  |  |  |  |  |  |  |  |  |
| |                                               |  |  |  |  |  |  |  |  |  |  |  |  |  |  |  |
| | 4. Duque Enrique V de Brunswick-Luneburgo     |  |  |  |  |  |  |  |  |  |  |  |  |  |  |  |
| |                                               |  |  |  |  |  |  |  |  |  |  |  |  |  |  |  |
| |                                               |  |  |  |  |  |  |  |  |  |  |  |  |  |  |  |
| | 9. Catalina de Pomerania                      |  |  |  |  |  |  |  |  |  |  |  |  |  |  |  |
| |                                               |  |  |  |  |  |  |  |  |  |  |  |  |  |  |  |
| |                                               |  |  |  |  |  |  |  |  |  |  |  |  |  |  |  |
| | 2. Duque Julio de Brunswick-Luneburgo         |  |  |  |  |  |  |  |  |  |  |  |  |  |  |  |
| |                                               |  |  |  |  |  |  |  |  |  |  |  |  |  |  |  |
| |                                               |  |  |  |  |  |  |  |  |  |  |  |  |  |  |  |
| | 10. Conde Enrique de Wurtemberg               |  |  |  |  |  |  |  |  |  |  |  |  |  |  |  |
| |                                               |  |  |  |  |  |  |  |  |  |  |  |  |  |  |  |
| |                                               |  |  |  |  |  |  |  |  |  |  |  |  |  |  |  |
| | 5. María de Wurtemberg                        |  |  |  |  |  |  |  |  |  |  |  |  |  |  |  |
| |                                               |  |  |  |  |  |  |  |  |  |  |  |  |  |  |  |
| |                                               |  |  |  |  |  |  |  |  |  |  |  |  |  |  |  |
| | 11. Eva de Salm                               |  |  |  |  |  |  |  |  |  |  |  |  |  |  |  |
| |                                               |  |  |  |  |  |  |  |  |  |  |  |  |  |  |  |
| |                                               |  |  |  |  |  |  |  |  |  |  |  |  |  |  |  |
| | 1. Duque Enrique Julio de Brunswick-Luneburgo |  |  |  |  |  |  |  |  |  |  |  |  |  |  |  |
| |                                               |  |  |  |  |  |  |  |  |  |  |  |  |  |  |  |
| |                                               |  |  |  |  |  |  |  |  |  |  |  |  |  |  |  |
| | 12. Elector Joaquín I Néstor de Brandeburgo   |  |  |  |  |  |  |  |  |  |  |  |  |  |  |  |
| |                                               |  |  |  |  |  |  |  |  |  |  |  |  |  |  |  |
| |                                               |  |  |  |  |  |  |  |  |  |  |  |  |  |  |  |
| | 6. Elector Joaquín II Héctor de Brandeburgo   |  |  |  |  |  |  |  |  |  |  |  |  |  |  |  |
| |                                               |  |  |  |  |  |  |  |  |  |  |  |  |  |  |  |
| |                                               |  |  |  |  |  |  |  |  |  |  |  |  |  |  |  |
| | 13. Isabel de Dinamarca                       |  |  |  |  |  |  |  |  |  |  |  |  |  |  |  |
| |                                               |  |  |  |  |  |  |  |  |  |  |  |  |  |  |  |
| |                                               |  |  |  |  |  |  |  |  |  |  |  |  |  |  |  |
| | 3. Eduviges de Brandeburgo                    |  |  |  |  |  |  |  |  |  |  |  |  |  |  |  |
| |                                               |  |  |  |  |  |  |  |  |  |  |  |  |  |  |  |
| |                                               |  |  |  |  |  |  |  |  |  |  |  |  |  |  |  |
| | 14. Segismundo I el Viejo                     |  |  |  |  |  |  |  |  |  |  |  |  |  |  |  |
| |                                               |  |  |  |  |  |  |  |  |  |  |  |  |  |  |  |
| |                                               |  |  |  |  |  |  |  |  |  |  |  |  |  |  |  |
| | 7. Electora Eduviges Jagellón                 |  |  |  |  |  |  |  |  |  |  |  |  |  |  |  |
| |                                               |  |  |  |  |  |  |  |  |  |  |  |  |  |  |  |
| |                                               |  |  |  |  |  |  |  |  |  |  |  |  |  |  |  |
| | 15. Bárbara Zápolya                           |  |  |  |  |  |  |  |  |  |  |  |  |  |  |  |
| |                                               |  |  |  |  |  |  |  |  |  |  |  |  |  |  |  |
| |                                               |  |  |  |  |  |  |  |  |  |  |  |  |  |  |  |